# Roding (miasto)
Roding – miasto w Niemczech, w kraju związkowym Bawaria, w rejencji Górny Palatynat, w regionie Ratyzbona, w powiecie Cham. Leży około 12 km na południowy zachód od Cham, nad rzeką Regen, przy drodze B16 i B85.
1 stycznia 2017 do gminy przyłączono 5,34 km² pochodzące z dzień wcześniej rozwiązanego obszaru wolnego administracyjnie Östlicher Neubäuer Forst w powiecie Schwandorf. Następnie 0,01 km² powierzchni miasta przyłączono do gminy Walderbach. 2,88 km² przyłączono do gminy targowej Bruck in der Oberpfalz oraz 0,28 km² do gminy targowej Neukirchen-Balbini obie w powiecie Schwandorf.

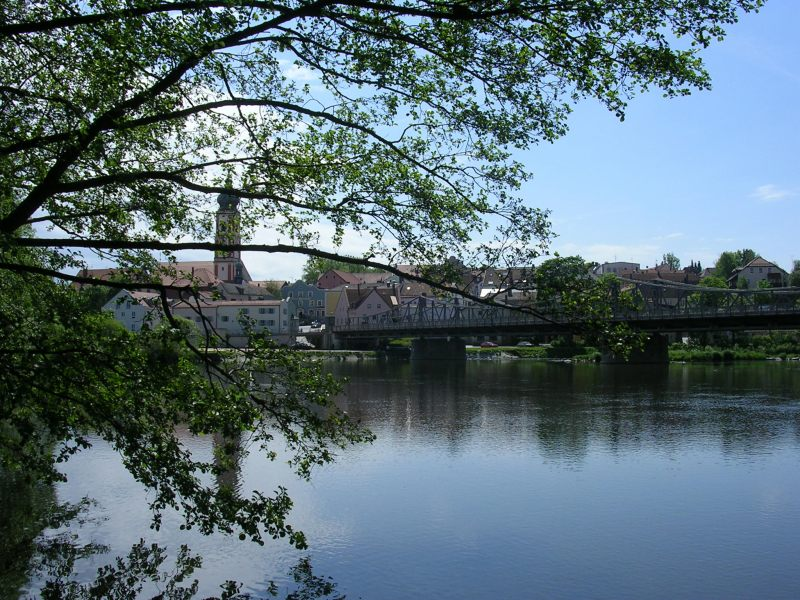
Roding

## Dzielnice
W skład miasta wchodzą następujące dzielnice: Altenkreith, Braunried, Fronau, Heide, Kalsing, Mitterdorf, Mitterkreith, Neubäu, Obertrübenbach, Regenpeilstein, Roding, Strahlfeld, Trasching, Unterlintach, Wetterfeld, Wiesing, Ziehring i Zimmering.

## Polityka
W radzie miasta zasiada 24 radnych:
- CSU: 8 miejsc
- FW: 6 miejsc
- LU: 5 miejsc
- SPD: 2 miejsca
- Lista Młodych: 1 miejsce
- Liste Wetterfeld: 1 miejsce
- SÖL: 1 miejsce

## Osoby urodzone w Roding
- Gabriele Beyerlein – pisarka
- Gerlinde Kaupa – polityk